# Samorząd Regionu Emek ha-Jarden
Samorząd regionu Emek ha-Jarden (hebr. מועצה אזורית עמק הירדן) – samorząd regionu położony w Dystrykcie Północnym, w Izraelu.
Samorządowi podlegają tereny w północnej części doliny rzeki Jordan, pomiędzy Jeziorem Tyberiadzkim a doliną miasta Bet Sze’an.

## Osiedla
Znajduje się tutaj 16 kibuców, 2 moszawy i 4 wioski.

### Kibuce
| - Afikim - Alummot - Aszdot Ja’akow Me’uchad - Aszdot Ja’akow Ichud - Bet Zera - Deganja Alef - Deganja Bet - En Gew | - Ginnosar - Chukok - Kewucat Kinneret - Massada - Ma’agan - Rawid - Sza’ar ha-Golan - Tel Kacir |

### Moszawy
| - Almagor | - Ha-On |

### Wioski
| - Kinneret - Porijja Illit | - Porijja Kefar Awoda - Porijja Newe Owed |